# Post SG Stuttgart
Die Post SG Stuttgart – genauer Postsportgemeinschaft Stuttgart – war ein Postsportverein aus Stuttgart. Im Tischtennis spielte die Damenmannschaft in der 1972 gegründeten Bundesliga.
Der Verein ging 1997 in Konkurs, weil die Bundespostbehörde aufgelöst wurde.

## Tischtennis
Die Damenmannschaft gehörte 1972 zu den Vereinen der neu gegründeten zweigeteilten Bundesliga. In der Saison 1972/73 wurde sie in der Gruppe Südwest Erster. Damit zog sie ins Endspiel um die deutsche Meisterschaft ein, das sie mit 2:6 gegen den VfL Osnabrück verlor. Im Folgejahr kam sie auf Platz drei, danach wurde die Mannschaft aus der Bundesliga zurückgezogen.
Bekannte Spielerinnen waren:
- Ursula Bihl
- Rose Diebold (1974)
- Ursula Kamizuru-Hirschmüller (1972–1974)

## Andere Sportarten
Von 1966 bis 1997 bestand eine Rugby-Abteilung, aus der der Stuttgarter RC hervorging. Im Rhönradfahren wurde Brigitte Muschlien 1968 deutsche Jugendmeisterin, Marianne Gerok holte Ende der 1980er und Anfang der 1990er Jahre mehrere Medaillen bei deutschen Meisterschaften.